# Atletismo nos Jogos Pan-Americanos de 1987 - Lançamento de martelo masculino
A prova do lançamento de martelo masculino nos Jogos Pan-Americanos de 1987 foi realizada em 9 de agosto em Indianápolis, Estados Unidos.

## Medalhistas
| Ouro                         | Prata                         | Bronze                   |
| Jud Logan USA Estados Unidos | Andrés Charadía ARG Argentina | Vicente Sánchez CUB Cuba |

## Resultados
| Posição           | Nome                 | Nacionalidade      | Marca | Notas |
| ----------------- | -------------------- | ------------------ | ----- | ----- |
| Medalha de ouro   | Jud Logan            | USA Estados Unidos | 77.24 | PR    |
| Medalha de prata  | Andrés Charadía      | ARG Argentina      | 69.36 |       |
| Medalha de bronze | Vicente Sánchez      | CUB Cuba           | 66.02 |       |
| 4                 | Pedro Rivail Attílio | BRA Brasil         | 62.10 |       |
| 5                 | David Castrillón     | COL Colômbia       | 60.78 |       |